# Lucinda Stewart
Pour les articles homonymes, voir Stewart.
Lucinda Stewart, née le 1er décembre 2004 à Melbourne, est une coureuse cycliste professionnelle australienne, courant à la fois sur route et sur piste.

## Biographie
Après ses années junior, elle commence sa carrière en 2023 dans l'équipe continentale australienne ARA Skip Capital. Elle participe quelques jours après à sa première course World Tour sur le Tour Down Under. Elle s'illustre avec une longue échappée sur la 3e étape. Elle s'illustre ensuite sur la piste, lors des championnats d'Océanie, où elle repart avec deux médailles
Son début de saison 2024 est perturbée par une fracture de la clavicule. Elle revient au mois de février, en s'imposant sur la Melbourne to Warrnambool Classic. Elle s'illustre ensuite en Europe, notamment avec une 3e place sur le premier Région Pays de la Loire Tour féminin.
À l'issue de la saison, elle signe un contrat de deux ans avec l'équipe développement de Liv-AlUla-Jayco. Elle brille immédiatement sous ses nouvelles couleurs en créant la surprise lors des championnats d'Australie sur route devant Ella Simpson.

## Palmarès sur piste

### Championnats d'Océanie
| Édition / Épreuve | Scratch | Poursuite par équipes |
| Brisbane 2023     | Argent  | Bronze                |

## Palmarès sur route

### Par années
- 2021
  - 2e du championnat d'Australie sur route juniors
- 2022
  - 2e du championnat d'Australie sur route juniors
  - 3e du championnat d'Australie du contre-la-montre juniors
- 2023
  - 2e du championnat d'Australie du contre-la-montre espoirs
- 2024
  - Melbourne to Warrnambool Classic
  - 3e du Région Pays de la Loire Tour
- 2025
  -  Championne d'Australie sur route

### Classements mondiaux
| Année                                 | 2023 | 2024 |
| ------------------------------------- | ---- | ---- |
| Classement UCI                        | 770e | 328e |
| UCI World Tour                        | 276e | 155e |
|                                       |      |      |
| Légende : nc = non classéSource : UCI |      |      |